# Louis Frolla
Louis Frolla (1904-1978), fue un clérigo O.M.D y escritor en Monegasco, el idioma oficial del principado de Mónaco. 
Él fue el notable autor de la Gramática monegasca en (1960) a través del francés y el Diccionario Monegasco-Francés (1963). Estos trabajos fueron más tarde emitidos por el Comité National des Traditions Monégasques.
Un Diccionario francés-monegasco, por Louis Barral y Suzanne Simone, complementando la edición de Frolla, fue publicada en 1983.
Además escribió otros libros como:  (Notions d'histoire de Monaco: à l'usage des Cours Secondaires de la Principauté) y  (L´ Evolution della penseè philosophique à travers les àgos)
El Padre Louis Frolla  fue sacerdote de la Orden de los Clérigos Regulares de la Madre de Dios fundada por San Juan Leonardi Lippi.
- Datos: Q3261962